# 282 هـ
282 هـ هي سنة في التقويم الهجري امتدت مقابلةً في التقويم الميلادي بين سنتي 895 و896.

## مواليد
- أبو الفضل جعفر المقتدر بالله
- أبو منصور الأزهري

## وفيات
- إسماعيل بن إسحاق القاضي
- الحارث بن محمد بن أبي أسامة التميمي
- الحسين بن الفضل
- أبو حنيفة الدينوري
- خمارويه